# Alcis astragali
Alcis astragali là một loài bướm đêm trong họ Geometridae.